# Берлингтон (Массачусетс)
Берлингтон (англ. Burlington) — город в США, в округе Мидлсекс, штат Массачусетс. Население — 24 498 человек (2010).

## Демография
| Год переписи                       | Нас.  |  | %±     |
| ---------------------------------- | ----- |  | ------ |
| 1850                               | 545   |  | —      |
| 1860                               | 606   |  | 11,2%  |
| 1870                               | 626   |  | 3,3%   |
| 1880                               | 711   |  | 13,6%  |
| 1890                               | 617   |  | −13,2% |
| 1900                               | 593   |  | −3,9%  |
| 1910                               | 591   |  | −0,3%  |
| 1920                               | 885   |  | 49,7%  |
| 1930                               | 1722  |  | 94,6%  |
| 1940                               | 2275  |  | 32,1%  |
| 1950                               | 3250  |  | 42,9%  |
| 1960                               | 12852 |  | 295,4% |
| 1970                               | 21980 |  | 71%    |
| 1980                               | 23486 |  | 6,9%   |
| 1990                               | 23302 |  | −0,8%  |
| 2000                               | 22876 |  | −1,8%  |
| 2010                               | 24498 |  | 7,1%   |
| 1850–2010 * = population estimate. |       |  |        |

Согласно переписи 2010 года, в городе проживало 24 498 человек у 9269 домохозяйствах в составе 6654 семей. Было 9668 помещений
Расовый состав населения:
- 80,8 % — белых
- 13,4 % — азиатов
- 3,3 % — черных или афроамериканцев
- 0,2 % — коренных американцев

К двум или более расам принадлежало 1,6 %. Доля испаноязычных составляла 2,4 % от всех жителей.
По возрастному диапазону население распределилось следующим образом: 22,0 % — лица моложе 18 лет, 61,2 % — лица в возрасте 18-64 лет, 16,8 % — лица в возрасте 65 лет и старше. Медиана возраста жителя составила 41,6 года. На 100 лиц женского пола в городе приходилось 95,2 мужчин; на 100 женщин в возрасте от 18 лет и старше — 92,0 мужчин также старше 18 лет.
Средний доход на одно домашнее хозяйство составил 123 122 доллара США (медиана — 99 254), а средний доход на одну семью — 139 554 доллары (медиана — 119 987). Медиана доходов составляла 83 382 доллары для мужчин и 65 994 доллары для женщин. За чертой бедности находились 4,0 % лиц, в том числе 4,3 % детей в возрасте до 18 лет и 4,4 % лиц в возрасте 65 лет и старше.
Гражданское трудоустроено население составляло 13 598 человек. Основные отрасли занятости: образование, охрана здоровья и социальная помощь — 26,5 %, ученые, специалисты, менеджеры — 18,3 %, производство — 11,1 %, розничная торговля — 9,9 %.